# خالد جمعة
خالد جمعة شاعر، وكاتب وكاتب للأطفال، ومن رواد قصيدة النثر في الوسط الفلسطيني.

## حياته
هو خالد محمود سليم جمعة، شاعرٌ فلسطيني وكاتب للأطفال، ولد في رفح يوم 25 تشرين أول عام 1965، وعاش في مخيم الشابورة برفح جنوب قطاع غزة، وهُجِّر أبواه من قرية حتّا شمال شرق المجدل. كتب الشعر العمودي وقصيدة النثر والأغنية العامية والمسرحيات الغنائية، وقصص الأطفال والقصة القصيرة ورواية واحدة للأطفال، له مجموعة من المقالات، وأعدّ مجموعة من المسرحيات، وكتب أكثر من مئة أغنية لحنها أهم الملحنين الفلسطينيين مثل سعيد مراد وعودة ترجمان ومحمود العبادي.
نشر ديوانه الأول؛ رفح، أبجدية مسافة وذاكرة، إصدار خاص مع عثمان حسين، عام 1992. تلته ثمانية دواوين شعرية، وثمانية عشر كتاباً للأطفال، وثلاث مخطوطات والعديد من المسرحيات. أعدّ مسرحية غنائية مبنية على قصة الحمامة والثعلب ومالك الحزين من كتاب كليلة ودمنة، الذي قام أيضا بإعداد نسخة منه للأطفال بعنوان حديث الغابة، صدرت عن مؤسسة تامر للتعليم المجتمعي عام 2000.
تُرجمت بعض أعماله إلى الإنجليزية والفرنسية والإسبانية والبلغارية وبعض اللغات الأخرى.
يقيم خالد جمعة حاليا في مدينة رام الله، ويعمل محرراً للشأن الثقافي في وكالة الأنباء والمعلومات الفلسطينية "وفا"، عمل رئيساً لتحرير مجلة رؤية البحثية بين عامي 2000 و2007. كان عضواً في اتحاد الكتاب الفلسطينيين بين 1991 و2000، وسكرتيراً لتحرير مجلة عشتار الأدبية حتى 1998، وعضواً مؤسساً في هيئة تحرير مجلة الغربال 1998 وفي فرقة الجنوب للفنون الشعبية عام 1983.

## شعره وأدبه
مرّت مراحل متعددة على درب خالد جمعة الأدبي، فبدأ بكتابة الشعر الموزون ومنه انطلق إلى قصيدة النثر، فالقصيدة الوجودية والفلسفية والصوفية، والدادائية أحياناً. خرج أول ما خرج عن سياق التنظير والصراخ والتهليل في ديوانه الأول في قصيدة أبجدية مسافة وذاكرة، واستمر في رسم الصور الإنسانية الحقيقية وإعلائها، وأيضاً في صياغة المفاهيم الفلسفية وجعلها أرضيّة، قريبة، تحاكي البشرية وتحكيها.
يتميز شعر خالد جمعة عن غيره من الشعراء الفلسطينيين بشمولية رؤيته وكونية شعره، فيعالج مفاهيم إنسانية وردت في أمهات الأدبيات العالمية والفلسفات الإنسانية من كتاب التاو، إلى وجودية جون بول سارتر وعبثية ألبيرت كامو، إلى الأدبيات الصوفية كمؤلفات النفري وابن عربي، يضعها بسياقه الشعري الخاص ومناخه الفلسفي المختصر الشامل لمعاني الفضيلة والحب والجمال.  وفي مقطوعات أخرى، نراه يغرق في فلسطينيته فيكتب الصراع شعراً دون أن يتوانى عن تسمية الأشياء بمسمياتها. يؤنسن خالد جمعة الفقد والوجع والحب والموسيقى والمعرفة والعصافير والشهادة ويقدم نقداً سياسياً أو ثقافياً أو اجتماعياً عقلانياً في بعض الأحيان، وإنسانياً روحانياً وعاطفيّاً وانفعالياً في أحيان أخرى.
ثمة أنماط فريدة ومتعددة في قصائد خالد جمعة، على مستوى المفردات، والتراكيب والمفاهيم والموضوعات أو الثيمات المطروحة في أدبياته، وحتى مستوياتها، فهناك نصوص تتخطى الفهم العاديّ عالية بلغتها، مركبة بمفاهيمها، وعميقةٌ بروحها، وهناك نصوص أقرب للقارئ المبتدئ، لغتها أبسط، تطرح فلسفة عميقة بلغة أقل تركيباً وأسهل وصولاً للقارئ المبتدئ، كما لها أبعادٌ أعمق يصلها القارئ المتمرس، وهذه الصبغة هي السائدة في شعر خالد جمعة، إذ تتراكب طبقات النصوص وتتشابك أبعادها فتُقرأ بأكثر من طريقة ومن أكثر من جهة، فتكون بيئة خصبة لإبداع القُرّاء والانطلاق بأرواحهم وأذهانهم للتحليق في سماء النص والإبحار بأعماقه في آن معاً.

## أعماله[2]

### شعر
1. لا شيء يمشي في هذا المنام ـ شعر ـ الأهلية للنشر والتوزيع ـ الأردن ـ 2015
2. كي لا تحبك الغجرية ـ شعر ـ دار فكر للأبحاث والنشر ـ بيروت ـ لبنان 2012
3. كما تتغير الخيول ـ شعر ـ فضاءات للنشر والتوزيع ـ عمان ـ الأردن ـ طبعة. أولى 2011 طبعة ثانية 2013
4. هي عادة المدن ـ شعر ـ غزة 2009 ـ إصدار خاص
5. ما زلت تشبه نفسك ـ شعر ـ غزة ـ 2004 ـ إصدار خاص
6. لذلك ـ شعر ـ دار شرقيات ـ القاهرة ـ مصر 2000
7. نصوص لا علاقة لها بالأمر ـ شعر ـ عن وزارة الثقافة الفلسطينية 1999.
8. هكذا يبدأ الخليفة ـ شعرـ اتحاد الكتاب الفلسطينيين 1996.
9. رفح أبجدية مسافة وذاكرة ـ شعر ـ إصدار خاص مع عثمان حسين 1992.

### أدب أطفال
1. صانعة الحكايات رواية للفتيات والفتيان - الأهلية للمطبوعات والنشر - الأردن - [3] 2017
2. مريم الخرساء - رواية للفتيات والفتيان - الأهلية للمطبوعات والنشر - الأردن - [4] 2016
3. مذكرات تلميذ ابتدائية ـ قصة أطفال ـ تامر للتعليم المجتمعي ـ رام الله ـ 2015
4. الأرنب الذي لم يعجبه اسمه ـ قصة أطفال ـ مؤسسة عبد المحسن القطان ـ غزة ـ 2012
5. ثلاث أرجل ـ قصة أطفال ـ مؤسسة عبد المحسن القطان ـ غزة ـ 2012
6. ناصح وسمسم ـ خمس قصص أطفال بالألمانية ـ المعهد الأفرو آسيوي ورابطة المرأة العربية ـ فيينا ـ النمسا ـ [5] 2010
7. المكواة السحرية ـ قصة أطفال ـ تامر للتعليم المجتمعي ـ طبعة أولى رام الله 2009 ـ طبعة ثانية غزة 2010
8. زمزومة ترحل من البيت ـ قصة أطفال ـ مؤسسة ضد الجوع الاسبانية ـ غزة ـ 2007
9. كيوس في مؤتمر صحفي ـ قصة أطفال تامر + GTZ غزة 2007
10. المدينة البعيدة ـ قصة أطفال تامر + GTZ غزة 2007
11. الخراف لا تأكل القطط ـ قصة للأطفال مع اليونسكو ومؤسسة تامر للتعليم المجتمعي ـ 2006 "دخلت قائمة الشرف الدولية من أفضل 59 قصة على مستوى العالم بين عامي 2008 و2010 من مؤسسة IPPY
12. أذن سوداء أذن شقراء ـ قصة للأطفال مؤسسة تامر للتعليم المجتمعي بالعربية والإنجليزية ـ رام الله 2002
13. الشبلان ـ قصة للأطفال UNRWA ـ رام الله 2001 ـ طبعت بنسختين بالعربية والإنجليزية
14. دموع اللون الأصفر ـ قصة للأطفال UNRWA ـ رام الله 2001 ـ طبعت بنسختين بالعربية والإنجليزية
15. السياق ـ قصة للأطفال UNRWA ـ رام الله 2001 ـ طبعت بنسختين بالعربية والإنجليزية
16. الحفلة ـ قصة للأطفال بالتعاون مع مؤسسة إنقاذ الطفل ـ غزة 2000
17. حديث الغابة ـ كليلة ودمنة للفتيان ـ مؤسسة تامر للتعليم المجتمعي رام الله 2000
18. قرية الحروف ـ مجموعة قصصية لللأطفال من خمس قصص ـ بالتعاون مع مؤسسة UNDP  2000 ـ تحولت قصة الوردة من ضمن هذه المجموعة إلى فيلم كرتون أنتجه تلفزيون القدس التربوي.
19. الماسورة الحزينة ـ قصة للأطفال ـ مؤسسة إنقاذ الطفل 1999.
20. صفحات من يوميات جرثومة ـ قصة للأطفال ـ المشروع الهولندي ـ بلدية غزة 1996
21. الأغاني الشعبية الفلسطينية في قطاع غزة وأغاني الصيادين ـ تجميع وإعداد وتقديم [مع آخرين]

### مسرح وأغنيات[6]
1. كتابة أغاني ألبوم بحب الدنيا من ألحان الموسيقار عودة الترجمان ـ أيار 2013
2. كتابة أغاني ألبوم يحملني الليل غناء ريم تلحمي وألحان سعيد مراد نيسان
3. كتابة 4 أغاني ضمن كتاب مطر مع كتّاب عرب وفلسطينيين ـ مشروع الاعلام والتنسيق التربوي ـ الفرندز ـ رام الله. 2013
4. كتابة 6 أغاني في ألبوم بس شوي للأطفال ألحان سهيل خوري ـ المعهد الوطني للموسيقى وجامعة بير زيت 2003
5. أختيرت قصيدتا لأبي حقل وجسمي ملك من كتاب مطر لمنهاج الصف الأول الابتدائي.
6. كتابة حوالي 100 أغنية ما بين أغاني الأطفال والبالغين بالتعاون مع ملحنين فلسطينيين.
7. كتابة أوبريت غنائي للأطفال الشمس المطفية لصالح جمعية الثقافة والفكر الحرـ ألحان محمود العبادي ـ 2004
8. كتابة نص مسرحي شايفينكوش ـ إخراج إبراهيم المزين ـ جمعية فكرة للفنون التربوية ـ الافتتاح 5/1/2006
9. كتابة نص مسرحي للأطفال إلعبوا بعيد إخراج إبراهيم المزين ـ جمعية فكرة للفنون التربوية ـ الافتتاح 21/7/2005
10. كتابة نص مسرحي الشاطر مش حسن لمؤسسة الجلاء ـ إخراج جمال أبو القمصان ـ الافتتاح يوم 2/1/2003
11. كتابة نص مسرحي برات الصورة لفرقة مسرح للجميع. إخراج فيليب دومولا ـ الافتتاح يوم 29/12/2002
12. كتابة عرض بحرك غزة [غنائي راقص] والذي كان افتتاحية مهرجان البحر الدولي الأول 1995 ألحان وتصميم وأداء فرقة الجنوب للفنون الشعبية.
13. إعداد مجموعة من المسرحيات العالمية التي قدمت على مسارح غزة
14. كتابة 30 سكتش وتتر عم جبارة ـ عرض على تلفزيون فلسطين [7] 2005